# 青江三奈
青江 三奈（あおえ みな、1941年〈昭和16年〉5月7日 - 2000年〈平成12年〉7月2日）は、日本の歌手（演歌・歌謡曲など）。本名は井原(鈴木) 静子（いはら しずこ）。芸能活動におけるプロフィールでは、生年月日を1945年7月7日としていた。血液型はA型。

## 略歴
東京都江東区南砂出身。1947年区立南砂第一小学校に入学、1953年区立南砂第三中学校に入学を経て、1956年に東京成徳高等学校に進学。1959年に高校を卒業した後、西武百貨店勤務を経てクラブ歌手となり、「銀巴里」などで歌い始める。
「青江三奈」の芸名は、作詞家・川内康範が『週刊新潮』で連載した小説「恍惚」のヒロインの歌手の名前に由来する。
1966年に『恍惚のブルース』でメジャーデビューし、80万枚を売り上げるヒットとなる。特徴的なハスキーボイス、低い声で歌うブルース演歌が評判となった。
1968年に冒頭部分の「色っぽい吐息」が有名な『伊勢佐木町ブルース』が100万枚、『長崎ブルース』が120万枚をそれぞれ売り上げていずれもミリオンセラーを記録。「伊勢佐木町ブルース」で第10回日本レコード大賞歌唱賞と第1回日本有線大賞スター賞を受賞した。
1969年に『池袋の夜』が150万枚を売り上げて自身最大のヒット曲となり、史上初めて2年連続で第11回日本レコード大賞歌唱賞を受賞した。同年の『国際線待合室』も75万枚を売り上げた。1969年度のレコード年間売上金額は青江が全歌手の中で1位、翌1970年度は4位だった。
この頃より、青江と同じくハスキーボイスでビクターレコードから同期デビューの男性演歌歌手・森進一と並んで“ため息路線”と呼ばれた。また1968年に松竹映画の『いれずみ無残』に出演したのを皮切りに、その後1971年までの間に日活の「女の警察シリーズ」や東映の「夜の歌謡シリーズ」など10本以上の映画に脇役として出演した。

### その後の活躍
1970年代に入るとヒット曲は途絶えるものの、その後1982年発表のシングル『横浜みれん坂』では、第1回日本作曲大賞協会賞を受賞。1984年には初のブラジル公演を開催する。デビュー25周年となった1990年に「レディ・ブルース」で第32回日本レコード大賞・優秀アルバム賞を受賞するなど、テレビ番組やコンサートなどに精力的に出演し続けていた。
「NHK紅白歌合戦」は1966年（第17回）に初出場したのちに、1968年（第19回）から1983年（第34回）まで16年連続で出場した。1990年（第41回）は同年12月に亡くなった「恍惚のブルース」の作曲家浜口庫之助を偲び、7年ぶりに通算18回目で紅白出場した。
1990年に青江三奈名義での歌手デビュー25周年を記念して、初のリサイタルを開催する。1991年にものまねタレントの清水アキラと二人で「ラーメンブルース」のデュエット曲を発表する。1993年に初のジャズアルバム「THE SHADOW OF LOVE」も発表し、ニューヨークでもライブを開催する。1995年に歌手生活30周年リサイタルをNHKホールで開催するなど、1999年1月までコンスタントに歌手活動を行った。

### 闘病・死去
1998年の秋に背中の激痛で受診して膵臓癌と診断されたが、病を隠して仕事をキャンセルせずに歌い続けた。1999年1月23日に渋谷公会堂で催した「青江三奈・魅惑のコンサート」を最後に歌手活動を停止し、1月下旬に都内の病院へ入院し、膵炎による加療と発表された。最後のコンサート当日に痛みを耐えながら熱唱した公演の写真が、追悼の特集の際に公開されることがある。
同年2月5日に9時間を要した手術が成功し、約3か月の入院生活を経て4月24日に退院し、退院後は抗癌剤の点滴のために通院しながら美容院へ通うなど歌手活動の復帰を図っていたが、翌2000年2月に体調が悪化し、再入院したところ膵臓癌の転移が発覚。その後は入退院を繰り返していたが、7月2日午後11時40分頃に東京都港区の北里研究所病院で膵臓癌により死去。59歳没。葬儀と告別式で親友の水前寺清子が歌手仲間の代表として弔辞を読んだ。
死去から約1年後の2001年7月1日に「伊勢佐木町ブルース」の歌碑が神奈川県横浜市中区のイセザキモールに建立された。歌碑は「楽器の王様」と言われるグランドピアノをモチーフとし、青江三奈自身が歌唱している姿のレリーフが刻まれている。台座部分にはスピーカーが内蔵してあり、スイッチを押すと同曲が約1分間流れる。歌碑に刻まれた楽譜は作曲した鈴木庸一が歌碑の為に書いたものであり、題名と青江三奈の名前は花礼二が書いたものである。歌碑の裏面には、二十世紀に親しまれた横浜に因んだ歌の中からアンケートで選ばれた50曲の曲名も刻まれている。

## 人物

### 歌手デビューまで
実家は洋品店を営み、5人兄弟の末っ子として育つ。子供の頃から下町育ちらしい気さくでさっぱりした性格だった。兄たちが皆音楽好きだったことから青江も自然と歌が好きになり、小学生時代に地元の合唱団に入った。NHKの番組内で小学生時代の写真を披露している。中学生の頃の修学旅行では門限を守らず、教師に呼び出されたが、ネグリジェで色仕掛けするイタズラで、計画通りにあえて教師から叩き出されて指導を即座に終わらせるなど活発な女学生であった。高校生の頃に将来歌手になる夢を持ち、在学中にミュージック・スクールで歌のレッスンを受けた。しかしデビューのきっかけがつかめず、高校卒業後は西武百貨店池袋本店の化粧品売り場で働き始めた。
その後女友達に誘われて行った湘南での海水浴で偶然作曲家・花礼二と出会い、これが転機となった。花が作曲家だと知った青江は、彼からジャズ、シャンソン、カンツォーネ、演歌など様々な歌を教わり始める。その後花が青江を「銀巴里」に売り込んだおかげでオーディションに合格し、クラブ歌手として銀巴里の他銀座や横浜などの店で歌うようになる。
その後青江のステージを見たビクターレコードのディレクターからスカウトされ、1966年にデビュー。先述の通りデビュー曲「恍惚のブルース」はヒットしたが、その後1年半もの間ヒットが出ず地道な歌手活動が続く。この頃は、新宿区四谷の家賃3万円のアパートで暮らしていた。

### 「伊勢佐木町ブルース」
「伊勢佐木町ブルース」のイントロの青江による『色っぽい吐息』は、元々楽譜にはなかった。レコーディング時にスタッフから「伴奏のみのイントロがちょっと寂しい」との意見が出た。そこでディレクターが試しに青江にテキトーに声を出してもらった所、別のスタッフから「もっと色っぽくしてみよう」との案が出て『色っぽい吐息』を追加することが決まった。
同曲の発売後、世間では曲の冒頭の「色っぽい吐息」やサビの「ドゥドゥビドゥビドゥビ…」のフレーズが話題となった。しかし当時は「“吐息”は子供向きではない」「お色気だ」の意見もあり、『第19回NHK紅白歌合戦』に2年ぶり2回目の出場時は、カズーの音と差し替えて白組司会の坂本九は「ダチョウのため息」と紹介した。1982年『第33回NHK紅白歌合戦』で2回目に歌唱した際は「吐息」は差し替えられなかった。
その後1970年（昭和45年）から1979年（昭和54年）まで、マスプロ電工のマスプロアンテナのテレビCMへ出演した。その中で同曲の替え歌として「あなた知ってる〜 マスプロアンテナ〜 見えすぎちゃって 困ァるのォ〜」と唄った。サンバイザーにミニスカート姿でゴルフのグリーンでパッティングする際にミニスカートから内側がうかがえる光景が強調され、「お色気コマーシャル」として強い印象を残した。ただし、その後の青江が出演する同社CMは「お色気コマーシャル」では無くなった。

### 長者番付
「伊勢佐木町ブルース」の発売後からの数年間はテレビ出演のほか、1時間のステージを日に2回、時には地方を回ってひと月に28日間の公演をすることもあった。結構なハードスケジュールだったが、歌うことが大好きだったため一切泣き言を言わなかった。この頃のステージ1回の青江の取り分は、60～70万円(大卒の初任給が約4万円の時代)だったとされる。
このことから、1970年代前半は長者番付(歌手部門)の常連となった。所得金額は、1970年度は5位で4732万円、1971年度は6位で5164万円、1972年度は5位で5097万円、1973年度は4位で5202万円、1974年度は6位で4882万円だった。

### 花礼二との事実婚
作曲家の花礼二は青江と大井町で同居しながら歌唱指導した間柄で多くの曲を提供したが、2人は私生活においてもパートナーだった。青江は10歳ほど年上の花を“でんさん”と呼び、デビュー前の1965年頃から恋愛関係となった。ただし当時の芸能界では、「女性タレントに恋人がいると芸能人として売れない」とされていたため、二人は籍を入れないままひっそりと交際を続けた。
しかし1981年に青江の方から突然別れを切り出し、16年間に及んだ事実婚にピリオドが打たれた。花と別れた後それまで以上に歌に打ち込み、先述の通り歌手として新しいことに挑戦したり海外公演なども行った。1990年頃から時々雑誌の対談などで「今考えると、“別れ”っていいんじゃないかと思えるの。人生観とか季節感とか全てにおいて深みが増した気がする。別れを経験していないとこの味わいがないんじゃないかしら」と語っていたという。
しかし2000年2月に膵臓癌の転移が判明した後、青江が花に直接連絡して「戻ってきて」と頼んだことで再会。19年ぶりによりを戻した2人は、青江が死去する約2か月前に病床で婚姻届に署名して結婚した。青江の死後は、青江の兄弟と花の間で相続について訴訟するなどして耳目を集めた。
その後、花は青江の一周忌を終えた頃に熱海市の借家に移住。生前に青江が暮らしていた目黒区の自宅は売却した。彼の自宅には青江がかつて着用したステージ衣装が数十着ほど運び込まれ、大切に保管されており、花の知人の証言では「(花は)いずれ、青江の記念館をつくって彼女の遺品を展示したい」と語っていたという。花は2021年の夏に89歳で逝去した。青江との死別後は一人暮らしで、葬儀は花の親戚が営んだ。

### その他
- 1978年に目黒区柿の木坂にプール付きの豪邸を構え、最晩年までここで暮らした。1981年に花と別れた後から2000年に復縁するまでの間は、この家でお手伝いさんと二人暮らしだった[3]。
- 「伊勢佐木町ブルース」がヒットしたことで町の名が全国区になり、その後青江は町の名誉会員になった[3]。
- 休日には、よく麻雀やゴルフをしていた。生前本人はゴルフの腕前について「調子が良いとハーフで40台前半」と言っていた[3]。
- 旅好きで国内旅行の時はゴルフと温泉を楽しむのが定番だった。また正月にはハワイ、夏休みにはパリを主に旅行していた[3]。
- 北海道内で主に活動する歌手・明江三奈のことを、「私の妹分、“北海道の青江三奈”として頑張って」と応援していた[3]。

## ディスコグラフィ
- 一部を除き、ビクターからリリース。

### シングル
| #  | 発売日          | A/B面 | タイトル                      | 作詞           | 作曲         | 編曲         | 規格品番   |
| -- | --------------- | ----- | ----------------------------- | -------------- | ------------ | ------------ | ---------- |
| 1  | 1966年 6月21日  | A面   | 恍惚のブルース                | 川内康範       | 浜口庫之助   | 寺岡真三     | SV-416     |
| 1  | 1966年 6月21日  | B面   | ひと知れぬ愛                  | 川内康範       | 浜口庫之助   | 寺岡真三     | SV-416     |
| 2  | 1966年 10月30日 | A面   | ブルー・ブルース              | 川内康範       | 浜口庫之助   | 寺岡真三     | SV-484     |
| 2  | 1966年 10月30日 | B面   | 東京のためいき                | 川内康範       | 浜口庫之助   | 寺岡真三     | SV-484     |
| 3  | 1967年 1月15日  | A面   | 眠られぬ夜のブルース          | 川内康範       | 浜口庫之助   | 寺岡真三     | SV-510     |
| 3  | 1967年 1月15日  | B面   | あなたとわたし                | 川内康範       | 浜口庫之助   | 寺岡真三     | SV-510     |
| 4  | 1967年 4月15日  | A面   | 夜の紅花                      | 川内康範       | 利根一郎     | 寺岡真三     | SV-551     |
| 4  | 1967年 4月15日  | B面   | 女の海                        | 川内康範       | 利根一郎     | 寺岡真三     | SV-551     |
| 5  | 1967年 8月15日  | A面   | この恋なくしたら              | 川内康範       | 吉田正       | 吉田正       | SV-603     |
| 5  | 1967年 8月15日  | B面   | チャオ 私の恋人               | 川内康範       | 吉田正       | 寺岡真三     | SV-603     |
| 6  | 1967年 10月5日  | A面   | 女泣かせの銀座川              | 井田誠一       | 清水保雄     | 寺岡真三     | SV-628     |
| 6  | 1967年 10月5日  | B面   | 夜の花びら                    | 木賊大次郎     | 鈴木庸一     | 近藤進       | SV-628     |
| 7  | 1968年 1月5日   | A面   | 伊勢佐木町ブルース            | 川内康範       | 鈴木庸一     | 竹村次郎     | SV-659     |
| 7  | 1968年 1月5日   | B面   | 霧のハイウェー                | 川内康範       | 大野正雄     | 近藤進       | SV-659     |
| 8  | 1968年 2月5日   | A面   | 行かないで                    | 川内康範       | 吉田正       | 吉田正       | SV-665     |
| 8  | 1968年 2月5日   | B面   | 白い霧の二人                  | 川内康範       | 吉田正       | 吉田正       | SV-665     |
| 9  | 1968年 3月20日  | A面   | 札幌ブルース                  | 川内康範       | 曽根幸明     | 寺岡真三     | SV-687     |
| 9  | 1968年 3月20日  | B面   | 夕陽の町、函館                | 川内康範       | 曽根幸明     | 寺岡真三     | SV-687     |
| 10 | 1968年 6月5日   | A面   | おんな酒                      | 井田誠一       | 吉田正       | 吉田正       | SV-711     |
| 10 | 1968年 6月5日   | B面   | 女のこころ                    | 井田誠一       | 吉田正       | 吉田正       | SV-711     |
| 11 | 1968年 7月5日   | A面   | 長崎ブルース                  | 吉川静夫       | 渡久地政信   | 寺岡真三     | SV-725     |
| 11 | 1968年 7月5日   | B面   | 一人になりたい                | 平山忠夫       | 渡久地政信   | 近藤進       | SV-725     |
| 12 | 1968年 10月5日  | A面   | 酒場人形                      | 山口洋子       | 猪俣公章     | 猪俣公章     | SV-756     |
| 12 | 1968年 10月5日  | B面   | 恋のおわり                    | 山口洋子       | 猪俣公章     | 渋谷毅       | SV-756     |
| 13 | 1968年 12月5日  | A面   | 新宿サタデー・ナイト          | 佐伯孝夫       | 鈴木庸一     | 竹村次郎     | SV-778     |
| 13 | 1968年 12月5日  | B面   | 夜霧のワルツ                  | 佐伯孝夫       | 鈴木庸一     | 竹村次郎     | SV-778     |
| 14 | 1969年 3月5日   | A面   | あなたに泣いた                | 滝口暉子       | 宮川としを   | 宮川としを   | SV-825     |
| 14 | 1969年 3月5日   | B面   | 新宿ぐらし                    | 滝口暉子       | 宮川としを   | 宮川としを   | SV-825     |
| 15 | 1969年 5月5日   | A面   | 気まぐれブルース              | 川内康範       | 曽根幸明     | 寺岡真三     | SV-838     |
| 15 | 1969年 5月5日   | B面   | 痛みのブルース                | 川内康範       | 曽根幸明     | 寺岡真三     | SV-838     |
| 16 | 1969年 7月1日   | A面   | 池袋の夜                      | 吉川静夫       | 渡久地政信   | 寺岡真三     | SV-858     |
| 16 | 1969年 7月1日   | B面   | 私にさわらないで              | 吉川静夫       | 渡久地政信   | 近藤進       | SV-858     |
| 17 | 1969年 9月25日  | A面   | 女だから                      | 藤公之介       | 吉田正       | 吉田正       | SV-892     |
| 17 | 1969年 9月25日  | B面   | 二人きりで                    | 藤公之介       | 吉田正       | 吉田正       | SV-892     |
| 18 | 1969年 12月25日 | A面   | 国際線待合室                  | 千坊さかえ     | 花礼二       | 近藤進       | SV-928     |
| 18 | 1969年 12月25日 | B面   | 愛して恋して別れた二人        | 宮川哲夫       | 花礼二       | 寺岡真三     | SV-928     |
| 19 | 1970年 3月25日  | A面   | 夜がわたしを誘惑するように    | 佐伯孝夫       | 鈴木庸一     | 小谷充       | SV-2003    |
| 19 | 1970年 3月25日  | B面   | 男たちのブルース              | 佐伯孝夫       | 鈴木庸一     | 竹村次郎     | SV-2003    |
| 20 | 1970年 7月5日   | A面   | 夜の瀬戸内                    | 吉川静夫       | 渡久地政信   | 寺岡真三     | SV-2054    |
| 20 | 1970年 7月5日   | B面   | 広小路ブルース                | 吉川静夫       | 渡久地政信   | 近藤進       | SV-2054    |
| 21 | 1970年 10月5日  | A面   | 昭和おんなブルース            | なかにし礼     | 花礼二       | 船木謙一     | SV-2087    |
| 21 | 1970年 10月5日  | B面   | 爪をかむ女                    | なかにし礼     | 花礼二       | 近藤進       | SV-2087    |
| 22 | 1970年 12月25日 | A面   | 三人の女 (1)                  | 山口あかり     | 井上かつお   | 井上かつお   | SV-2113    |
| 22 | 1970年 12月25日 | B面   | 三人の女 (2)                  | 山口あかり     | 井上かつお   | 井上かつお   | SV-2113    |
| 23 | 1971年 3月25日  | A面   | 白夜                          | 千坊さかえ     | 花礼二       | 小谷充       | SV-2140    |
| 23 | 1971年 3月25日  | B面   | たそがれ                      | 平山忠夫       | 花礼二       | 小谷充       | SV-2140    |
| 24 | 1971年 6月5日   | A面   | 長崎未練                      | 吉川静夫       | 渡久地政信   | 寺岡真三     | SV-2162    |
| 24 | 1971年 6月5日   | B面   | 地下鉄午前0時                 | 吉川静夫       | 渡久地政信   | 近藤進       | SV-2162    |
| 25 | 1971年 10月5日  | A面   | みなと・恋唄                  | 千坊さかえ     | 花礼二       | 近藤進       | SV-2198    |
| 25 | 1971年 10月5日  | B面   | 白い京の町                    | 千坊さかえ     | 花礼二       | 近藤進       | SV-2198    |
| 26 | 1971年 12月25日 | A面   | 恋岬                          | 佐伯孝夫       | 鈴木庸一     | 近藤進       | SV-2221    |
| 26 | 1971年 12月25日 | B面   | 銀色の雨のブルース            | 佐伯孝夫       | 鈴木庸一     | 近藤進       | SV-2221    |
| 27 | 1972年 3月25日  | A面   | 朝日に向ってサンバ            | 川内康範       | 花礼二       | 高田弘       | SV-2242    |
| 27 | 1972年 3月25日  | B面   | 恋に追われて                  | 川内康範       | 花礼二       | 高田弘       | SV-2242    |
| 28 | 1972年 6月25日  | A面   | 木屋町の女                    | 千坊さかえ     | 花礼二       | 近藤進       | SV-2277    |
| 28 | 1972年 6月25日  | B面   | ナイト・イン・那覇            | 橋本淳         | 馬飼野俊一   | 馬飼野俊一   | SV-2277    |
| 29 | 1972年 10月5日  | A面   | 日本列島・みなと町            | 吉川静夫       | 渡久地政信   | 寺岡真三     | SV-2293    |
| 29 | 1972年 10月5日  | B面   | 能登路の雨                    | 吉川静夫       | 渡久地政信   | 寺岡真三     | SV-2293    |
| 30 | 1973年 1月25日  | A面   | 旅路にひとり                  | 橋本淳         | 猪俣公章     | 猪俣公章     | SV-2311    |
| 30 | 1973年 1月25日  | B面   | 過去にすがって                | 平山忠夫       | 花礼二       | 近藤進       | SV-2311    |
| 31 | 1973年 4月25日  | A面   | 女の夢                        | 橋本淳         | 浜圭介       | 近藤進       | SV-2334    |
| 31 | 1973年 4月25日  | B面   | 恋の無情を知りました          | 橋本淳         | 浜圭介       | 近藤進       | SV-2334    |
| 32 | 1973年 7月25日  | A面   | 札幌の女                      | 吉川静夫       | 渡久地政信   | 寺岡真三     | SV-2357    |
| 32 | 1973年 7月25日  | B面   | あなたを忍ぶ街                | 吉川静夫       | 渡久地政信   | 寺岡真三     | SV-2357    |
| 33 | 1973年 10月25日 | A面   | 放浪の恋唄                    | 橋本淳         | 花礼二       | 寺岡真三     | SV-1157    |
| 33 | 1973年 10月25日 | B面   | かざり窓                      | 橋本淳         | 花礼二       | 寺岡真三     | SV-1157    |
| 34 | 1973年 12月1日  | A面   | 港・神戸の女                  | 山口洋子       | 彩木雅夫     | 寺岡真三     | SV-2389    |
| 34 | 1973年 12月1日  | B面   | 意気地なし                    | 松元乾二       | 彩木雅夫     | 寺岡真三     | SV-2389    |
| 35 | 1974年 2月25日  | A面   | 私のスター                    | 橋本淳         | 都倉俊一     | 飯吉馨       | SV-1171    |
| 35 | 1974年 2月25日  | B面   | 想い出のレンガ通り            | 橋本淳         | 都倉俊一     | 飯吉馨       | SV-1171    |
| 36 | 1974年 9月5日   | A面   | 銀座ブルー・ナイト            | 橋本淳         | 吉田正       | 寺岡真三     | SV-2426    |
| 36 | 1974年 9月5日   | B面   | 大阪の女                      | 橋本淳         | 吉田正       | 寺岡真三     | SV-2426    |
| 37 | 1975年 1月25日  | A面   | 神戸北ホテル                  | 橋本淳         | 吉田正       | 寺岡真三     | SV-2457    |
| 37 | 1975年 1月25日  | B面   | 悔んでみても                  | 千坊さかえ     | 花礼二       | 馬飼野俊一   | SV-2457    |
| 38 | 1975年 6月25日  | A面   | 新宿みれん                    | 山口洋子       | 吉田正       | 寺岡真三     | SV-2489    |
| 38 | 1975年 6月25日  | B面   | よこはま朝から今日も雨        | 山口洋子       | 吉田正       | 寺岡真三     | SV-2489    |
| 39 | 1975年 6月25日  | A面   | 忘れたい京都                  | 矢津太郎       | 浜圭介       | 竜崎孝路     | SV-2505    |
| 39 | 1975年 6月25日  | B面   | アカシアのワルツ              | 橋本淳         | 花礼二       | 寺岡真三     | SV-2505    |
| 40 | 1975年 12月5日  | A面   | おんな酔い                    | 千家和也       | 井上忠夫     | 馬飼野俊一   | SV-1264    |
| 40 | 1975年 12月5日  | B面   | 女だったら                    | 千家和也       | 井上忠夫     | 馬飼野俊一   | SV-1264    |
| 41 | 1976年 3月5日   | A面   | 霧の港、神戸                  | 千坊さかえ     | 花礼二       | 竜崎孝路     | SV-1283    |
| 41 | 1976年 3月5日   | B面   | 信濃路哀歌                    | 千坊さかえ     | 花礼二       | 小山恭弘     | SV-1283    |
| 42 | 1976年 6月25日  | A面   | 小樽の灯                      | 吉川静夫       | 渡久地政信   | 寺岡真三     | SV-6017    |
| 42 | 1976年 6月25日  | B面   | 女泣かせの通り雨              | 吉川静夫       | 渡久地政信   | 寺岡真三     | SV-6017    |
| 43 | 1976年 10月25日 | A面   | 女から男への手紙              | 荒木あい子     | 井上忠夫     | 川口真       | SV-6106    |
| 43 | 1976年 10月25日 | B面   | 25時の女                      | 岡西通雄       | 井上忠夫     | 川口真       | SV-6106    |
| 44 | 1977年 4月5日   | A面   | 片恋い倶楽部                  | 阿久悠         | 小林亜星     | 竜崎孝路     | SV-6194    |
| 44 | 1977年 4月5日   | B面   | 京都生まれ                    | 阿久悠         | 小林亜星     | 竜崎孝路     | SV-6194    |
| 45 | 1977年 9月5日   | A面   | みなとブルース                | たかたかし     | 花礼二       | あかのたちお | SV-6274    |
| 45 | 1977年 9月5日   | B面   | たわむれの恋                  | たかたかし     | 花礼二       | チト河内     | SV-6274    |
| 46 | 1977年 12月20日 | A面   | 雪降る札幌                    | 白鳥園枝       | 千葉毅       | 竜崎孝路     | SV-6333    |
| 46 | 1977年 12月20日 | B面   | 時雨                          | 藤公之介       | 李在鎬       | 竜崎孝路     | SV-6333    |
| 47 | 1978年 4月25日  | A面   | ふられぐせ                    | 千家和也       | 千葉毅       | 伊藤雪彦     | SV-6407    |
| 47 | 1978年 4月25日  | B面   | 北のエレジー                  | たきのえいじ   | たきのえいじ | 伊藤雪彦     | SV-6407    |
| 48 | 1979年 1月25日  | A面   | ゆきずり                      | 横井弘         | 猪俣公章     | 竹村次郎     | SV-6541    |
| 48 | 1979年 1月25日  | B面   | 表参道日暮れ前                | 東海林良       | 徳久広司     | EDISON       | SV-6541    |
| 49 | 1979年 9月5日   | A面   | 盛岡ブルース                  | つのかけ芳克   | つのかけ芳克 | 竹村次郎     | SV-6629    |
| 49 | 1979年 9月5日   | B面   | 雨のネオン川                  | 千坊さかえ     | 花礼二       | 寺岡真三     | SV-6629    |
| 50 | 1980年 6月21日  | A面   | 酔心                          | 千家和也       | 千葉毅       | 薗広昭       | SV-7013    |
| 50 | 1980年 6月21日  | B面   | 迷い酒                        | 千家和也       | 千葉毅       | 薗広昭       | SV-7013    |
| 51 | 1981年 5月21日  | A面   | あなたにゆられて              | 北川文化       | 森田公一     | 森田公一     | SV-7114    |
| 51 | 1981年 5月21日  | B面   | 恋酒場                        | 北川文化       | 森田公一     | 竹村次郎     | SV-7114    |
| 52 | 1982年 1月21日  | A面   | 横浜みれん坂                  | 峰尾勝己       | 武谷光       | 森岡賢一郎   | SV-7185    |
| 52 | 1982年 1月21日  | B面   | 未練です                      | 里村龍一       | 桜田誠一     | 竜崎孝路     | SV-7185    |
| 53 | 1982年 8月21日  | A面   | 夢灯り                        | 新條カオル     | 桜田誠一     | 斉藤恒夫     | SV-7239    |
| 53 | 1982年 8月21日  | B面   | あなたの函館                  | 佐々木徳直     | 成田竜也     | 竜崎孝路     | SV-7239    |
| 54 | 1983年 1月21日  | A面   | 野母崎の夜                    | 馬津川まさを   | 中山治美     | 馬飼野俊一   | SV-7276    |
| 54 | 1983年 1月21日  | B面   | ヨコスカ哀歌                  | 橋本淳         | 浜圭介       | 馬飼野俊一   | SV-7276    |
| 55 | 1983年 6月21日  | A面   | 新地ワルツ                    | 橋本淳         | 吉田正       | 神山純一     | SV-7311    |
| 55 | 1983年 6月21日  | B面   | 惚れてひとすじ                | とまりれん     | とまりれん   | 竜崎孝路     | SV-7311    |
| 56 | 1983年 11月21日 | A面   | 大阪ブルース                  | 水木かおる     | 鈴木邦彦     | 竹村次郎     | SV-7350    |
| 56 | 1983年 11月21日 | B面   | あなたがひとりでいるのなら    | 茅野遊         | 内山田洋     | 竹村次郎     | SV-7350    |
| 57 | 1984年 5月21日  | A面   | 大田ブルース                  | 三佳令二       | 金富海       | 竜崎孝路     | SV-7384    |
| 57 | 1984年 5月21日  | B面   | ミオ・ミオ・ミオ              | 三佳令二       | 鄭豊松       | 竜崎孝路     | SV-7384    |
| 58 | 1985年 3月21日  | A面   | いつわり                      | 中津康治       | 中津康治     | 竜崎孝路     | SV-9001    |
| 58 | 1985年 3月21日  | B面   | 横須賀ブルース                | 石本美由起     | 三木たかし   | 竜崎孝路     | SV-9001    |
| 59 | 1985年 7月5日   | A面   | 中洲・那珂川・涙街            | 小野正則       | 小野正則     | 竜崎孝路     | SV-9034    |
| 59 | 1985年 7月5日   | B面   | 北へ行く                      | 中村泰士       | 中村泰士     | 竜崎孝路     | SV-9034    |
| 60 | 1986年 4月21日  | A面   | 新宿の夜                      | 白鳥園枝       | 市川昭介     | 竜崎孝路     | SV-9118    |
| 60 | 1986年 4月21日  | B面   | 角舘しのび逢い                | 石野ひさし     | 岡千秋       | 竜崎孝路     | SV-9118    |
| 61 | 1986年 10月21日 | A面   | ぼやき                        | 池田充男       | 西條キロク   | 竜崎孝路     | SV-9171    |
| 61 | 1986年 10月21日 | B面   | 男と女の港町                  | 池田充男       | 西條キロク   | 竜崎孝路     | SV-9171    |
| 62 | 1987年 11月21日 | A面   | 酒場歌                        | 池田充男       | 桜田誠一     | 竜崎孝路     | SV-9289    |
| 62 | 1987年 11月21日 | B面   | 函館みれん                    | 池田充男       | 桜田誠一     | 竜崎孝路     | SV-9289    |
| 63 | 1989年 3月21日  | A面   | 悲しみのモデル                | 荒木とよひさ   | 杉本真人     | 馬飼野俊一   | SV-9393    |
| 63 | 1989年 3月21日  | B面   | 時計                          | 荒木とよひさ   | 杉本真人     | 馬飼野俊一   | SV-9393    |
| 64 | 1990年 3月21日  | 01    | ベイブリッジ・ブルース        | ジェームス三木 | 吉田正       | 服部克久     | VIDL-10016 |
| 64 | 1990年 3月21日  | 02    | あなたがもうひとりいればいい  | ジェームス三木 | 吉田正       | 服部克久     | VIDL-10016 |
| 65 | 1990年 9月21日  | 01    | HONMOKUブルース               | なかにし礼     | 鈴木道明     | 前田憲男     | VIDL-10060 |
| 65 | 1990年 9月21日  | 02    | TOKYOララバイ                 | 鈴木道明       | 鈴木道明     | 前田憲男     | VIDL-10060 |
| 66 | 1991年 4月21日  | 01    | 雨に咲く花                    | 高橋掬太郎     | 池田不二男   | 寺岡真三     | VIDL-10121 |
| 66 | 1991年 4月21日  | 02    | 白樺の小径                    | 佐伯孝夫       | 佐々木俊一   | 前田憲男     | VIDL-10121 |
| 67 | 1991年 9月21日  | 01    | ラーメンブルース              | 丼盛太郎       | 猪俣公章     | 伊戸のりお   | VIDL-10152 |
| 67 | 1991年 9月21日  | 02    | デュオ 年上の女               | 山口あゆみ     | 猪俣公章     | 伊戸のりお   | VIDL-10152 |
| 68 | 1992年 6月21日  | 01    | いとしのすっとこどっこい      | ジェームス三木 | 三木たかし   | 若草恵       | VIDL-10249 |
| 68 | 1992年 6月21日  | 02    | エゴイスト                    | ジェームス三木 | 三木たかし   | 若草恵       | VIDL-10249 |
| 69 | 1994年 9月21日  | 01    | 淋しい時だけそばにいて        | 麻こよみ       | 鹿紋太郎     | 宮崎慎二     | VIDL-10551 |
| 69 | 1994年 9月21日  | 02    | LOVE IS FOREVER〜いつかまた〜 | 麻こよみ       | 鹿紋太郎     | 宮崎慎二     | VIDL-10551 |
| 70 | 1995年 6月21日  | 01    | 女とお酒のぶるーす            | 仁井谷俊也     | 宮下健治     | 伊戸のりお   | VIDL-10665 |
| 70 | 1995年 6月21日  | 02    | 殉愛のブルース                | 木下龍太郎     | 南郷孝       | 伊戸のりお   | VIDL-10665 |
| 71 | 1997年 1月22日  | 01    | 恋命                          | 川内康範       | 川内康範     | 伊戸のりお   | VIDL-11031 |
| 71 | 1997年 1月22日  | 02    | 夜明け川                      | 川内康範       | 乃木五郎     | 伊戸のりお   | VIDL-11031 |
| 72 | 1998年 5月21日  | 01    | しのび逢いそっと              | 荒木とよひさ   | 浜圭介       | 川村栄二     | VIDL-30232 |
| 72 | 1998年 5月21日  | 02    | 夕昏れの街角                  | 荒木とよひさ   | 浜圭介       | 川村栄二     | VIDL-30232 |
| 73 | 2000年 12月16日 | 01    | 炎のように火のように          | 山崎ふみえ     | 曽根幸明     | 高田弘       | VIDL-30517 |
| 73 | 2000年 12月16日 | 02    | 恍惚のブルース                | 川内康範       | 浜口庫之助   | 寺岡真三     | VIDL-30517 |

### アルバム

#### オリジナル・アルバム
| 発売日         | アルバム                               | 規格 | 規格品番  |
| -------------- | -------------------------------------- | ---- | --------- |
| 1968年9月5日   | お富さん ～渡久地政信作品集～          | LP   | SJX-5     |
| 1968年10月     | 青江三奈ブルースを唄う                 | LP   | SJX-6     |
| 1968年12月5日  | 長崎ブルース                           | LP   | SJV-390   |
| 1969年3月25日  | 盛り場流し唄                           | LP   | SJX-14    |
| 1969年7月5日   | グッド・ナイト                         | LP   | SJX-20    |
| 1969年12月5日  | さすらいの唄／中山晋平メロディーを唄う | LP   | SJX-30    |
| 1970年5月      | 麦と兵隊 青江三奈 男ごころを唄う       | LP   | SJX-36    |
| 1971年5月5日   | 女                                     | LP   | SJX-63    |
| 1971年9月      | 懐しの映画音楽を唄う                   | LP   | SJX-76    |
| 1971年12月25日 | 盛り場の女を唄う                       | LP   | SJX-86    |
| 1972年3月      | 長崎を唄う                             | LP   | SJX-94    |
| 1972年7月      | 女の望郷～沖縄から北海道まで～         | LP   | SJX-100   |
| 1972年9月5日   | 影を慕いて                             | LP   | SJX-109   |
| 1973年1月25日  | 放浪船                                 | LP   | SJX-115   |
| 1973年5月      | 女の夢                                 | LP   | SJX-126   |
| 1973年8月      | 日本のおんなを唄う                     | LP   | SJX-141   |
| 1974年4月      | 私のスター／青江三奈愛を唄う           | LP   | SJX-167   |
| 1974年7月      | 女のなみだを唄う                       | LP   | SJX-180   |
| 1974年12月     | 酒場・盛場・流し唄                     | LP   | SJX-10081 |
| 1975年3月      | 神戸北ホテル                           | LP   | SJX-204   |
| 1975年8月      | 女の情を唄う                           | LP   | SJX-215   |
| 1976年7月      | 25時の女                               | LP   | SJX-10137 |
| 1977年         | 佐藤千夜子の世界                       | LP   | SJX-20010 |
| 1979年2月      | ゆきずり／青江ブルース                 | LP   | SJX-20108 |
| 1979年10月     | 盛岡ブルース                           | LP   | SJX-20158 |
| 1980年7月      | 酔心                                   | LP   | SJX-30010 |
| 1981年         | 横浜みれん坂                           | LP   | SJX-30127 |
| 1982年9月      | 夢灯り                                 | LP   | SJX-30166 |
| 1990年3月21日  | Lady Blues -女・無言歌-                | CD   | VICL-21   |
| 1993年10月21日 | The Shadow Of Love                     | CD   | VICJ-182  |

#### ライブ・アルバム
| 発売日         | アルバム | レーベル             | 規格 | 規格品番   |
| -------------- | --- | -------------------- | ---- | ---------- |
| 1977年         | 炎熟 1976年9月13日から19日までの1週間、浅草国際劇場にて収録。 1. 恍惚のブルース 2. 銀座ブルー・ナイト 3. 昭和おんなブルース 4. 伊勢佐木町ブルース 5. 雨のブルース 6. 星の流れに 7. かりそめの恋 8. 港が見える丘 9. 別れのブルース 10. 九段の母 11. 岸壁の母 12. 明治一代女 13. 奴さん 14. 木遣りくずし 15. すみだ川 16. 木屋町の女 17. 札幌ブルース 18. 新宿サタデー・ナイト 19. 池袋の夜 20. ある恋の物語 21. タブー Tabu(Taboo) 22. その名はフジヤマ Se llama Fujiyama 23. 七色の恋 24. 青い月影 Luna Llena (Blue Shadows On The Trail) 25. 国際線待合室 26. 長崎ブルース 27. 小樽の灯 | Victor Entertainment | LP   | SJX-8048   |
| 2013年9月25日  | 炎熟 1976年9月13日から19日までの1週間、浅草国際劇場にて収録。 1. 恍惚のブルース 2. 銀座ブルー・ナイト 3. 昭和おんなブルース 4. 伊勢佐木町ブルース 5. 雨のブルース 6. 星の流れに 7. かりそめの恋 8. 港が見える丘 9. 別れのブルース 10. 九段の母 11. 岸壁の母 12. 明治一代女 13. 奴さん 14. 木遣りくずし 15. すみだ川 16. 木屋町の女 17. 札幌ブルース 18. 新宿サタデー・ナイト 19. 池袋の夜 20. ある恋の物語 21. タブー Tabu(Taboo) 22. その名はフジヤマ Se llama Fujiyama 23. 七色の恋 24. 青い月影 Luna Llena (Blue Shadows On The Trail) 25. 国際線待合室 26. 長崎ブルース 27. 小樽の灯 | Victor Entertainment | CD   | NCS-10055  |
| 1995年12月1日  | Passion Mina In N. Y. 1995年9月23日から25日まで、ニューヨーク・レインボールームにて収録。 1. Moanin' - 伊勢佐木町ブルース 2. 長崎ブルース 3. 池袋の夜 4. 国際待合室 5. New York State Of Mind 6. 上を向いて歩こう 7. Love Is Forever - いつかまた 8. 白樺の小径 9. 淋しい時だけそばにいて 10. 恍惚のブルース 11. 女とお酒のぶるーす - Moanin' | Victor Entertainment | CD   | VICL-724   |
| 2007年8月24日  | Passion Mina In N. Y. 1995年9月23日から25日まで、ニューヨーク・レインボールームにて収録。 1. Moanin' - 伊勢佐木町ブルース 2. 長崎ブルース 3. 池袋の夜 4. 国際待合室 5. New York State Of Mind 6. 上を向いて歩こう 7. Love Is Forever - いつかまた 8. 白樺の小径 9. 淋しい時だけそばにいて 10. 恍惚のブルース 11. 女とお酒のぶるーす - Moanin' | THINK! RECORDS       | CD   | THCD-053   |
| 2021年10月20日 | Passion Mina In N. Y. 1995年9月23日から25日まで、ニューヨーク・レインボールームにて収録。 1. Moanin' - 伊勢佐木町ブルース 2. 長崎ブルース 3. 池袋の夜 4. 国際待合室 5. New York State Of Mind 6. 上を向いて歩こう 7. Love Is Forever - いつかまた 8. 白樺の小径 9. 淋しい時だけそばにいて 10. 恍惚のブルース 11. 女とお酒のぶるーす - Moanin' | Victor Entertainment | CD   | VODL-61122 |
| 2023年2月9日   | Passion Mina In N. Y. 1995年9月23日から25日まで、ニューヨーク・レインボールームにて収録。 1. Moanin' - 伊勢佐木町ブルース 2. 長崎ブルース 3. 池袋の夜 4. 国際待合室 5. New York State Of Mind 6. 上を向いて歩こう 7. Love Is Forever - いつかまた 8. 白樺の小径 9. 淋しい時だけそばにいて 10. 恍惚のブルース 11. 女とお酒のぶるーす - Moanin' | Victor Entertainment | CD   | VODL-61122 |
| 2023年12月20日 | Passion Mina In N. Y. 1995年9月23日から25日まで、ニューヨーク・レインボールームにて収録。 1. Moanin' - 伊勢佐木町ブルース 2. 長崎ブルース 3. 池袋の夜 4. 国際待合室 5. New York State Of Mind 6. 上を向いて歩こう 7. Love Is Forever - いつかまた 8. 白樺の小径 9. 淋しい時だけそばにいて 10. 恍惚のブルース 11. 女とお酒のぶるーす - Moanin' |                      | 配信 | -          |

## 出演

### NHK紅白歌合戦出場歴
| 年度/放送回               | 回 | 曲目                  | 出演順 | 対戦相手                      | 備考                               |
| ------------------------- | -- | --------------------- | ------ | ----------------------------- | ---------------------------------- |
| 1966年（昭和41年）/第17回 | 初 | 恍惚のブルース        | 09/25  | 城卓矢                        |                                    |
| 1968年（昭和43年）/第19回 | 2  | 伊勢佐木町ブルース    | 14/23  | アイ・ジョージ                | 2年ぶり出場                        |
| 1969年（昭和44年）/第20回 | 3  | 池袋の夜              | 01/23  | 布施明                        | トップバッター                     |
| 1970年（昭和45年）/第21回 | 4  | 国際線待合室          | 23/24  | 北島三郎                      | トリ前                             |
| 1971年（昭和46年）/第22回 | 5  | 長崎未練              | 07/25  | 五木ひろし                    |                                    |
| 1972年（昭和47年）/第23回 | 6  | 日本列島・みなと町    | 21/23  | 五木ひろし(2)                 |                                    |
| 1973年（昭和48年）/第24回 | 7  | 長崎ブルース          | 18/22  | 森進一                        | 1969年の大ヒット曲、紅白では初披露 |
| 1974年（昭和49年）/第25回 | 8  | 銀座ブルーナイト      | 22/25  | フランク永井                  |                                    |
| 1975年（昭和50年）/第26回 | 9  | 神戸北ホテル          | 12/24  | 内山田洋とクール・ファイブ    |                                    |
| 1976年（昭和51年）/第27回 | 10 | 女から男への手紙      | 22/24  | 北島三郎(2)                   |                                    |
| 1977年（昭和52年）/第28回 | 11 | みなとブルース        | 17/24  | 内山田洋とクール・ファイブ(2) |                                    |
| 1978年（昭和53年）/第29回 | 12 | ふられぐせ            | 17/24  | 春日八郎                      |                                    |
| 1979年（昭和54年）/第30回 | 13 | 盛岡ブルース          | 21/23  | 村田英雄                      |                                    |
| 1980年（昭和55年）/第31回 | 14 | 酔心                  | 21/23  | 村田英雄(2)                   |                                    |
| 1981年（昭和56年）/第32回 | 15 | あなたにゆられて      | 15/22  | 村田英雄(3)                   |                                    |
| 1982年（昭和57年）/第33回 | 16 | 伊勢佐木町ブルース(2) | 10/22  | フランク永井(2)               |                                    |
| 1983年（昭和58年）/第34回 | 17 | 大阪ブルース          | 15/21  | サザンオールスターズ          |                                    |
| 1990年（平成2年）/第41回  | 18 | 恍惚のブルース(2)     | 12/29  | 西田敏行                      | 7年ぶり出場、最後の出演            |

- 対戦相手の歌手名の()内の数字はその歌手との対戦回数、備考のトリ等の次にある()はトリ等を務めた回数を表す。
- 曲名の後の（○回目）は紅白で披露された回数を表す。
- 出演順は「（出演順）／（出場者数）」で表す。

### 映画
- いれずみ無残（1968年、松竹） - 女役
- 新 いれずみ無残 鉄火の仁義（1968年、松竹） - 歌手役
- 夜の歌謡シリーズ 伊勢佐木町ブルース（1968年、東映） - 青江三奈役[6]
- 女の警察（1969年、日活） - 小金井蓉子役
- 殺すまで追え 新宿25時（1969年、松竹） - あづさ役
- 夜の歌謡シリーズ 長崎ブルース（1969年、東映） - 銀子役
- 夜の歌謡シリーズ 悪党ブルース（1969年、東映） - 青木ナナ役
- 夜をひらく 女の市場（1969年、日活） - 青江三奈役[7]
- 女の手配師 池袋の夜（1969年、日活） - エリ子役
- 女の警察 国際線待合室（1970年、日活） - 美奈役
- 女の警察 乱れ蝶（1970年、ダイニチ映配） - 美穂役
- 三人の女 夜の蝶（1971年、ダイニチ映配） - 美奈子役

### テレビドラマ
- 水曜ドラマの花束・存在の深き眠り（1996年、NHK総合） - クラブのママ 役

### CM
- コンビリンス
- 大日本除虫菊－ファーブルおばさん害虫記シリーズ
- マスプロ電工（1970年 - 1979年）
- 三共（現・第一三共）－メルビオラーメン。清水アキラと共演。
- タカラブネ（1993年）

## 受賞
- 1968年度
  - 第10回日本レコード大賞・歌唱賞「伊勢佐木町ブルース」
  - 第1回日本有線大賞・スター賞「伊勢佐木町ブルース」
  - 第1回全日本有線放送大賞・優秀スター賞「伊勢佐木町ブルース」
- 1969年度
  - 第11回日本レコード大賞・歌唱賞「池袋の夜」
  - 第2回日本有線大賞・GOLDENスター賞「池袋の夜」
  - 第2回全日本有線放送大賞・金賞 「池袋の夜」
- 1970年度
  - 第12回日本レコード大賞・作詩賞「昭和おんなブルース」
  - 第3回日本有線大賞・優秀賞「国際線待合室」
- 1973年度
  - 第15回日本レコード大賞・日本レコード大賞制定15周年記念賞
- 1978年度
  - NHK「あなたのメロディー」・年間最優秀曲賞「盛岡ブルース」
- 1984年度
  - NHK「あなたのメロディー」・年間最優秀曲賞「中洲・那珂川・涙街」
- 1990年度
  - 第32回日本レコード大賞・優秀アルバム賞「レディ・ブルース」
- 2000年度
  - 第42回日本レコード大賞・日本作曲家協会特別功労賞